# Nouvelle-Aquitaine Future Series
Die Nouvelle-Aquitaine Future Series ist eine offene internationale Meisterschaft von Frankreich im Badminton. Sie wurde erstmals 2022 ausgetragen. Die Titelkämpfe gehören dem BE Circuit an.

## Die Sieger
| Saison | Herreneinzel  | Dameneinzel      | Herrendoppel                              | Damendoppel                        | Mixed                         |
| ------ | ------------- | ---------------- | ----------------------------------------- | ---------------------------------- | ----------------------------- |
| 2022   | Lim Ming Hong | Vũ Thị Anh Thư   | Peeratchai Sukphun Pakkapon Teeraratsakul | Ronak Olyaee Nathalie Wang         | Emil Lauritzen Signe Schulz   |
| 2023   | Bharat Raghav | Tung Ciou-tong   | Eloi Adam Léo Rossi                       | Bengisu Erçetin Nazlıcan Inci      | Eloi Adam Sharone Bauer       |
| 2024   | Cholan Kayan  | Petra Maixnerová | Aymeric Tores Dyon van Wijlick            | Meerte Loos Kelly van Buiten       | Aymeric Tores Lilou Schaffner |
| 2025   | Lim Ming Hong | M. R. Mareddy    | Marvin Datko Aaron Sonnenschein           | Nikol Carulla Carmen Maria Jimenez | Andy Buijk Meerte Loos        |